# Héctor Acosta (calciatore)
Héctor Acosta Quintero (San Martín de Hidalgo, 24 novembre 1991) è un ex calciatore messicano, di ruolo difensore.

## Carriera

### Club
Ha giocato nella massima serie messicana.

### Nazionale
Con l'Under-20 ha preso parte al Mondiale di categoria nel 2011.